# Camp de la Bota
Le Camp de la Bota est un haut lieu de mémoire de la guerre d'Espagne, situé à Barcelone, en Catalogne.
Du nom du quartier éponyme qui abritait jadis une forteresse, il intègre aujourd'hui le Parc del Fòrum, dans le district barcelonais de Sant Martí, à la limite avec la commune de Sant Adrià de Besòs et proche des communes de Badalone et de Santa Coloma de Gramenet.
Le site est considéré aujourd'hui comme un lieu mémoriel majeur de la répression sous la dictature franquiste.

## Localisation et accès
Situé au nord de Barcelone, le Camp de la Bota est accessible par la station de métro El Maresme-Fòrum de la ligne 4 et la ligne T4 du tramway Trambesòs.

## Histoire

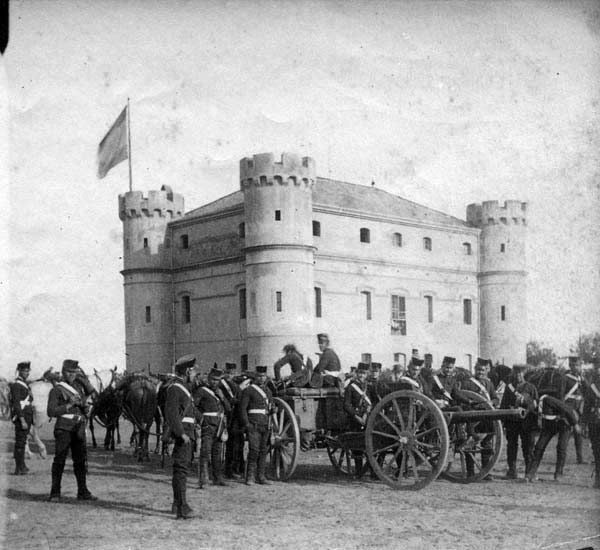
Le château du Camp de la Bota en 1858, disparu dans les années 1960 sous la dictature franquiste.

Durant la guerre 1808-1814, les troupes napoléoniennes se servent du Camp de la Bota, alors inhabité, comme champ de tir.
En 1858, le capitaine général de Catalogne, Juan Zapatero, fait construire un fort militaire accueillant une école d'artillerie. Le lieu garde cette fonction jusqu'à la Seconde République.
Dès 1939, le château du Camp de la Bota (en catalan: Castell del Camp de la Bota) devient l'un des principaux lieux d'exécution de la répression franquiste lors de l'arrivée des nationalistes à Barcelone à la fin de la guerre d'Espagne. Il le reste jusqu'en 1953.
Les prisonniers, venant le plus souvent de la prison Model de Barcelone pour les hommes et de la prison de les Corts pour les femmes, sont exécutés au Camp de la Bota avant leur inhumation au Fossar de la Pedrera dans une fosse commune sur la colline de Montjuïc, près du cimetière.
Dans les années 1960, la zone devient un bidonville pour les nouveaux arrivants à Barcelone.

## Condamnés célèbres
- Carme Claramunt, incarcérée à la prison pour femmes de Les Corts, y est exécutée en 1939[10]
- Numen Mestre, guérillero et résistant de la Seconde Guerre mondiale, y est exécuté en 1949[11].

## Postérité et patrimoine mémoriel

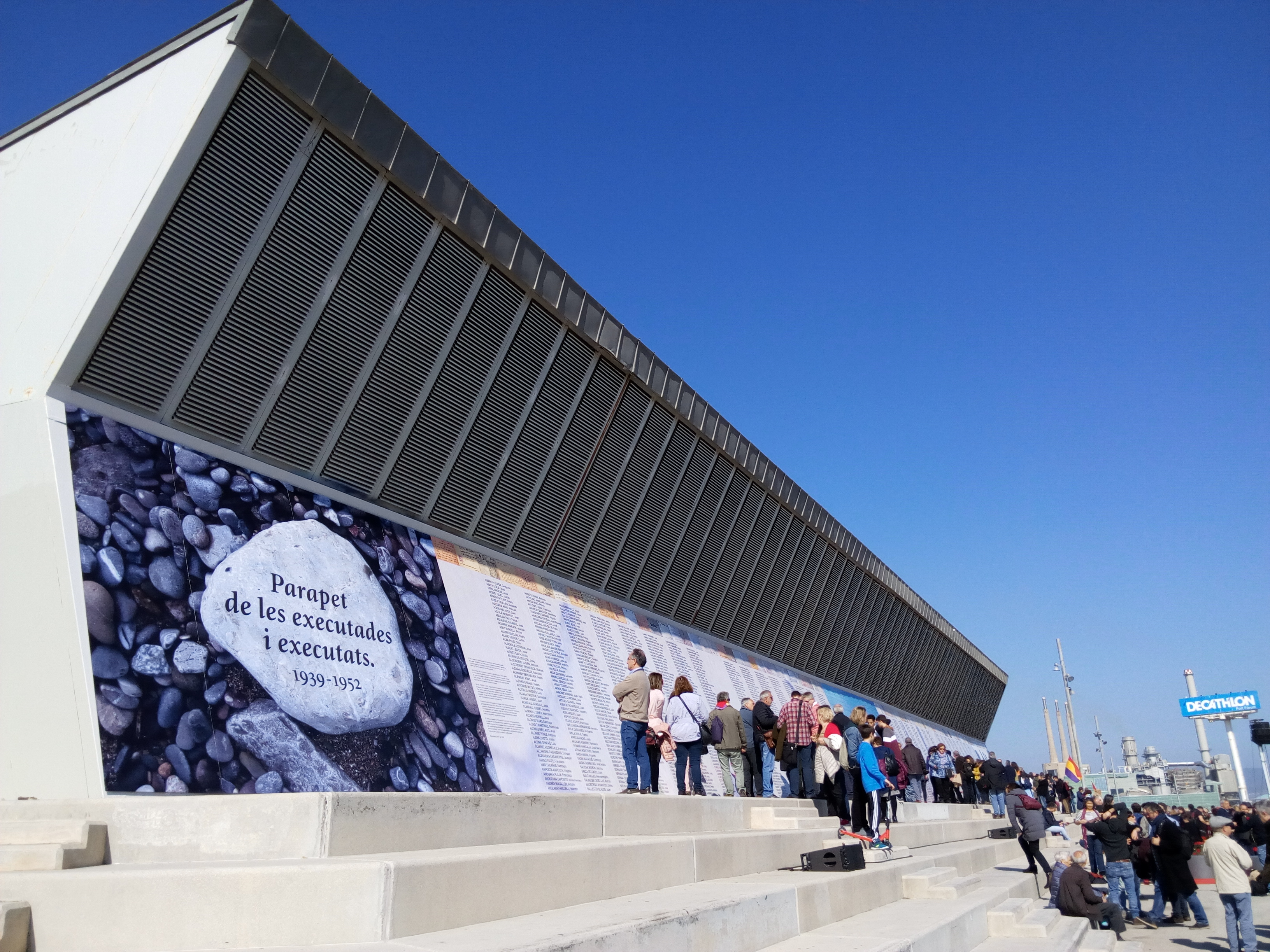
Parapet aux exécutées et exécutés, de Francesc Abad (2019).

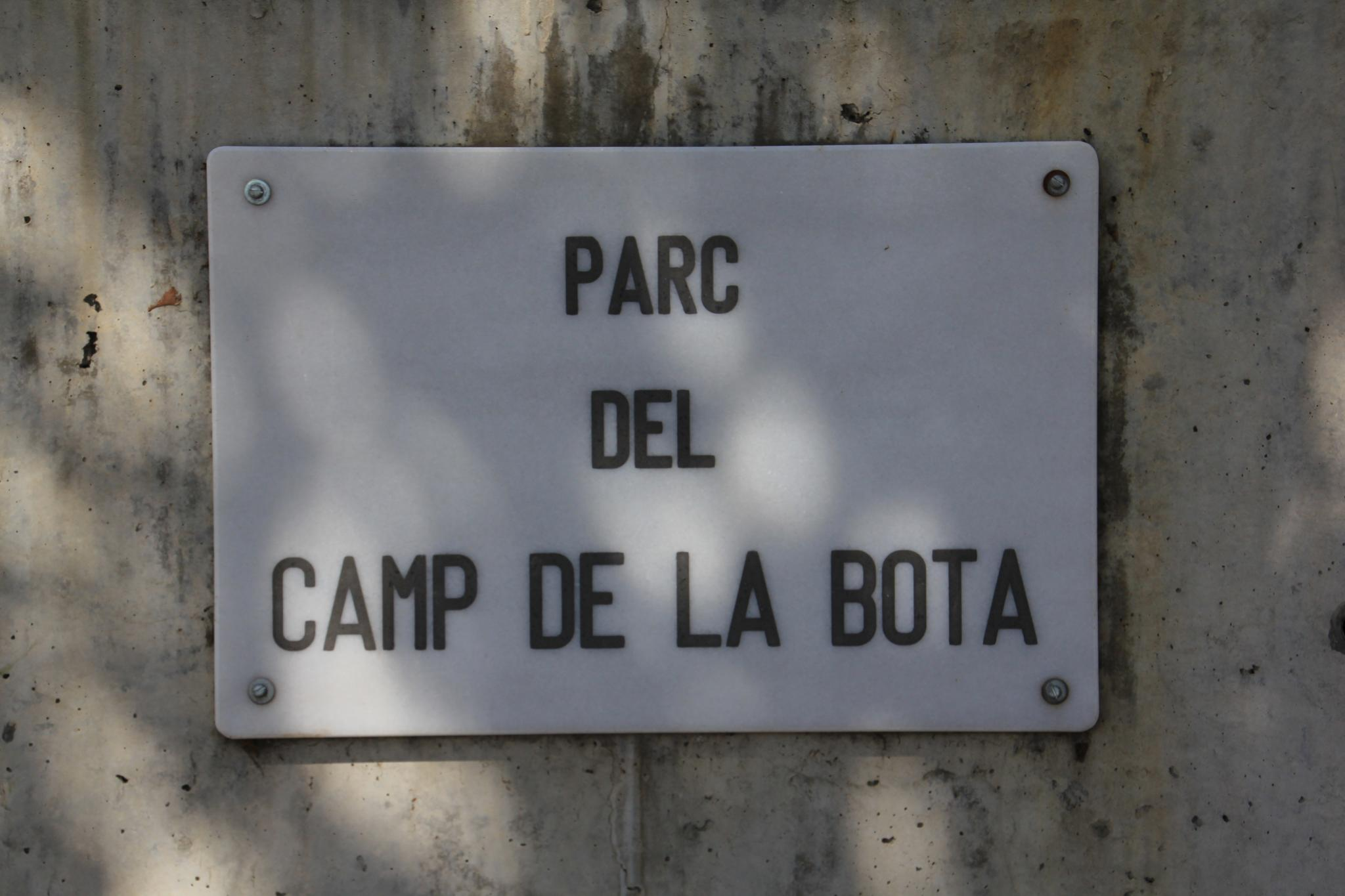
Plaque du parc du Camp de la Bota, district de Sant Martí, à Barcelone.

Le Camp de la Bota est aujourd'hui un lieu de mémoire,.
Il accueille notamment le mémorial Fraternitat, Als fusillats al Camp de la Bota (en français: Fraternité, Aux fusillés du camp de la Bota).
Il s'agit d'une œuvre de l'artiste valencien Miquel Navarro, auteur de La Panthère rose de Valence, accompagné d'un poème de Marius Torres.
En 2019, l'artiste Francesc Abad installe l'œuvre murale Parapet de les executades i executats (en français: Parapet des exécutées et exécutés), en hommage aux personnes assassinées au Camp de la Bota.
Cette installation, inspirée d'une œuvre précédente de l'artiste présentée au Musée d'Art contemporain de Barcelone, se situe dans le Parc del Fòrum qui a accueilli en 2004 le Forum universel des Cultures.

## Lieux remarquables
- Parc del Fòrum
- Musée des Sciences naturelles de Barcelone